# N'Djamena
N'Djamena je glavni grad afričke države Čad. Leži na rijeci Chari, na čijoj se suprotnoj obali nalazi susjedni Kamerun, s kojim je povezana mostom.
Prema procjeni iz 2010., u gradu živi oko 818.600 stanovnika.
Kao glavni grad Čada, N'Djamena ima status posebne regije.

## Povijest
N'Djamenu su osnovali Francuzi 1900. godine, pod nazivom Fort-Lamy. Ime grada je 1973. promijenjeno u N'Djamena. Djelomično je opljačkana krajem 1970-ih u građanskom ratu.
Najveći je grad u državi, a dijeli se na Nassara Strip poslovni centar te stambene četvrti Chagoua, Paris Congo i Moursal.

## Gospodarstvo i promet
Grad je luka na rijeci Chari, i prvenstveno je upravno središte, a predstavlja i regionalno središte trgovine živom stokom, solju, datuljama i grožđem.
Glavna industrija je prerada mesa. 

## Znamenitosti
Jedna od gradskih znamenitosti je nacionalni muzej Čada. Također ima Administrativnu školu, Školu veterinarstva i medicine, te međunarodnu zračnu luku N'Djamena.

## Gradovi prijatelji
- Toulouse (Francuska)
- Stupino (Rusija)

## Vanjske poveznice

### Ostali projekti
|  | Zajednički poslužitelj ima još gradiva o temi N'Djamena |